# Parque nacional Melimoyu
El parque nacional Melimoyu es un área silvestre protegida de Chile, ubicada en la comuna de Cisnes (región de Aysén). Establecido el año 2018, este parque nacional nace de la unión de diferentes predios de propiedad del Estado de Chile, además de otros donados por parte de fundaciones vinculadas a Tompkins Conservation, dirigida por la estadounidense Kristine Tompkins, en el marco de la creación de la denominada Red de Parques Nacionales de la Patagonia.
Ubicado en la zona costera de los canales patagónicos, se encuentra delimitado al noreste por el golfo Corcovado, al este por el canal Moraleda y al sur por el canal Jacaf, incluyendo dentro del área buena parte de la isla Refugio. En sus inmediaciones se encuentran otras áreas protegidas como los parques nacionales Corcovado, Queulat e Isla Magdalena, además del área marina costera protegida Pitipalena Añihué, en la desembocadura del río Palena. 
Su establecimiento tuvo varios fines, entre ellos proteger el volcán Melimoyu —que le da su nombre al parque—, colaborar en la conservación distintas especies en riesgo, además de facilitar la protección de diferentes especies de cetáceos y delfines que se habitan en sus alrededores.

## Historia
La zona que ocupa actualmente el parque nacional Melimoyu fue explorada por diferentes viajeros occidentales, a contar del año 1752 en adelante, cuando fue reconocida por el piloto José de Moraleda. El volcán Melimoyu, su principal hito geográfico, que constituye un punto de referencia en la navegación por el canal Moraleda, fue también descrito por el capitán Robert FitzRoy en su relato contenido en Narrative of the Surveying Voyages of H.M.S Adventure and Beagle.

## Características
El parque nacional Melimoyu está compuesto principalmente por grandes extensiones de bosques de lenga, coihue de Chiloé, mañío y coigüe de Magallanes, entre otras especies, que se extienden desde la costa hacia el interior del territorio, salvo en las zonas de las más altas cumbres.
Es posible identificar una zona compuesta por parte de la isla Refugio y otras islas de menor tamaño, así como otros predios costeros. Además existe otra área conformada por los faldeos del volcán Melimoyu, el que mantiene una cobertura glaciar donde se emplaza su cráter.

## Infraestructura y acceso

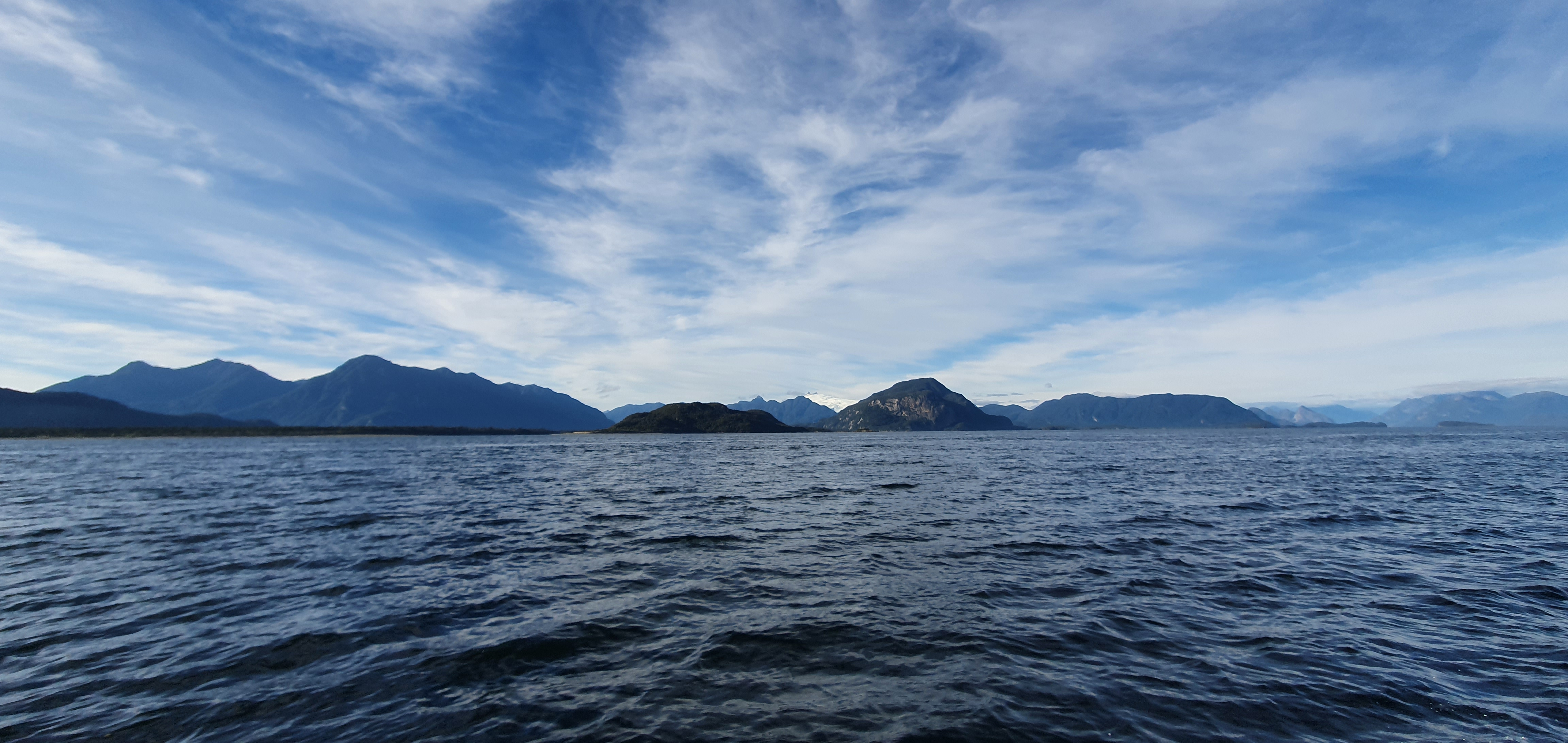
Islotes Las Hermanas en Puerto Raúl Marín Balmaceda, comuna de Cisnes, Región de Aysén.

A las zonas más extensas de este parque nacional solo es posible acceder por vía marítima, ya que no existe conexión terrestre desde o hacia la Carretera Austral o sus caminos tributarios, salvo dos secciones que son atravesadas por la Ruta X-12, camino que une las localidades de La Junta con Puerto Raúl Marín Balmaceda. Desde esta última localidad, así como desde el poblado de Melimoyu y Puerto Cisnes, se puede encontrar servicios de traslados hacia esta área.
El parque no cuenta con infraestructura o guardaparques destinados a su protección o cuidado.